# Diodo túnel

Símbolo del Diodo túnel

El Diodo túnel es un diodo semiconductor que tiene una unión pn, en la cual se produce el efecto túnel que da origen a una conductancia diferencial negativa en un cierto intervalo de la característica corriente-tensión.
La presencia del tramo de resistencia negativa permite su utilización como componente activo (amplificador/oscilador).
También se conocen como diodos Esaki, en honor del físico japonés Leo Esaki quien descubrió que una fuerte contaminación con impurezas podía causar un efecto de tunelización de los portadores de carga a lo largo de la zona de deplexión en la unión. Una característica importante del diodo túnel es su resistencia negativa en un determinado intervalo de voltajes de polarización directa. Cuando la resistencia es negativa, la corriente disminuye al aumentar el voltaje. En consecuencia, el diodo túnel puede funcionar como amplificador, como oscilador o como biestable. Esencialmente, este diodo es un dispositivo de baja potencia para aplicaciones que involucran microondas y que están relativamente libres de los efectos de la radiación.

## Nota
1. ↑  Betty Prince (28 de febrero de 2002). Emerging Memories: Technologies and Trends. Springer. pp. 191-. ISBN 978-0-7923-7684-2. Consultado el 10 de julio de 2012.

- Datos: Q176235
- Multimedia: Tunnel diodes / Q176235